# Kelisia axialis
Kelisia axialis är en insektsart som beskrevs av Van Duzee 1897. Kelisia axialis ingår i släktet Kelisia och familjen sporrstritar. Inga underarter finns listade i Catalogue of Life.